# أنطونيو سوتو سانشيز
أنطونيو سوتو سانشيز (بالإسبانية: Antonio Soto Sánchez)‏ هو سياسي مكسيكي، ولد في 12 يونيو 1964 في المكسيك. حزبياً، نشط في حزب الثورة الديمقراطية. وقد انتخب عضو مجلس الشيوخ من المكسيك وانتخب عضو مجلس النواب المكسيك.